# Chutes-Lavie
Pour les articles homonymes, voir Lavie.

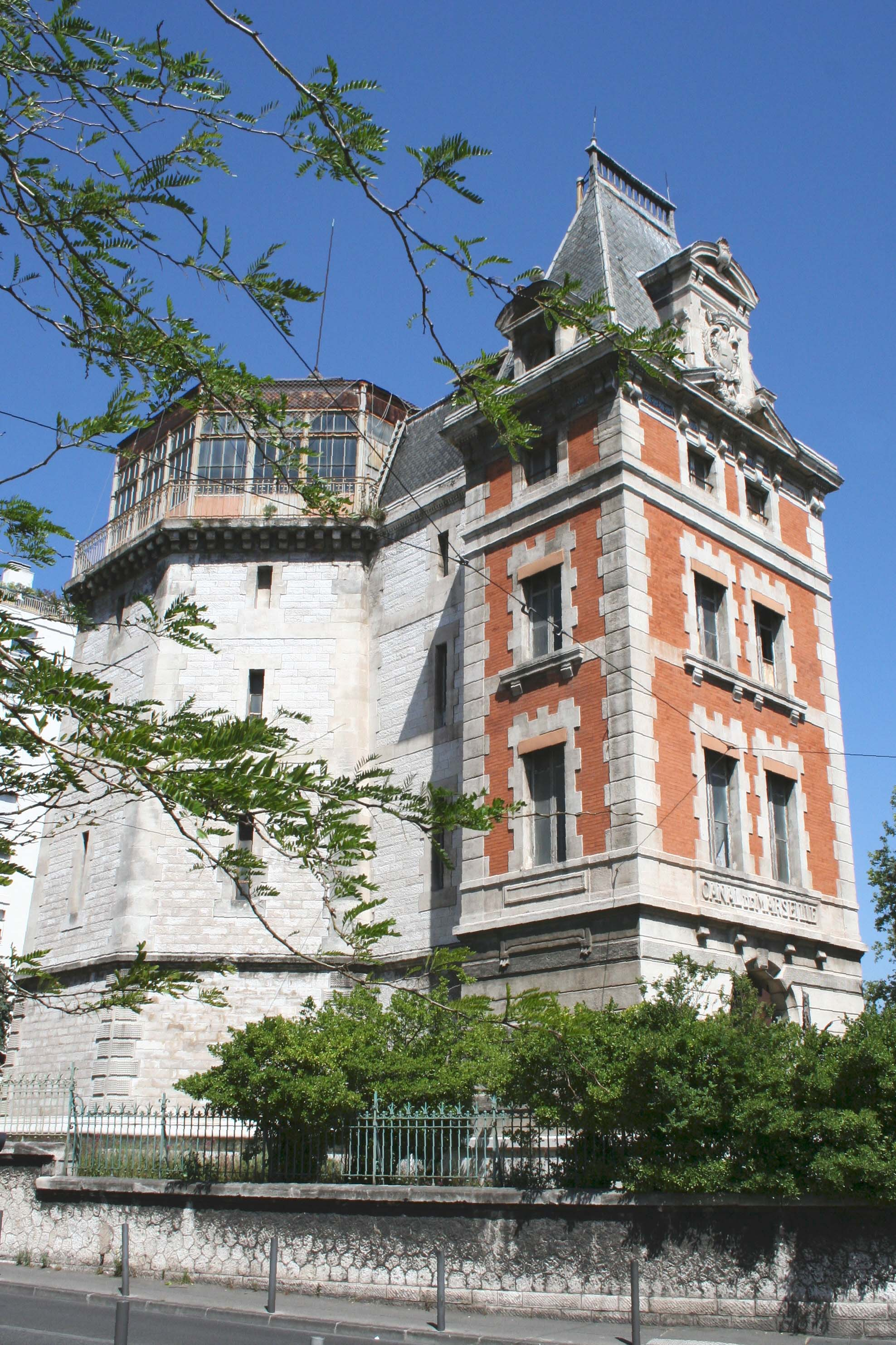
Pavillon de partage des eaux des Chutes-Lavie

Les Chutes-Lavie est l'un des quatre quartiers composants le 4e arrondissement de Marseille.

## Géographie
Le quartier est situé au nord-ouest du 4e arrondissement et à cheval sur un infime bout du 13e arrondissement. Il est délimité au nord par l’avenue Alexander-Fleming, au sud-ouest par la place Leverrier, à l’est par l’avenue de Saint-Just et l’avenue des Chartreux jusqu’au boulevard Jeanne-Jugan, et à l’ouest par la ligne du chemin de fer Marseille-Paris.

## Histoire
L'origine du nom du quartier provient d'un entrepreneur du nom de Léon Lavie (né à Constantine, le 4 septembre 1841), qui exploitait des minoteries et des moulins dans les environs. Il commence son activité dans sa ville natale en y installant des minoteries utilisant la force hydraulique, puis arrive à Marseille en 1878 attiré par l’arrivée de l’eau de la Durance. En 1882, il loue le moulin de la Briolle sur l’ancienne propriété Forestat à Saint-Marcel, sur l’Huveaune. Novateur et entreprenant, il perfectionne l’outillage du moulin en introduisant de nouveaux procédés de meunerie, avec une machine à vapeur qui augmente considérablement le rendement, triplant la production. À cette époque, l’arrivée du canal le séduit, il achète un vaste terrain à Saint-Just, et prend une concession pour la fourniture de l’eau. Il construit une série de moulins sur la pente de la colline. La déclivité assez forte produit une force motrice très puissante. L’entreprise est florissante et Lavie loue à d’autres industriels les bâtiments où s’installent alors d’autres minoteries tels Moricelly, Olive, Caire, Magaud, les huileries Verminck et le moulin Guieu qui traitait le maïs.

## Population
Au dernier recensement, le quartier comptait 8 769 habitants. C'est le moins peuplé du 4e arrondissement. Il fait aussi partie des quartiers de Marseille comptabilisant la plus grande proportion d'habitants de plus de 60 ans.